# Batalha de Janale
Batalha de Janale ocorreu em 1 de setembro de 2015, durante a Guerra Civil Somali, quando militantes da al-Shabaab invadiram uma base da Missão da União Africana na Somália (AMISOM) em Janale, na Somália.
A base de Janale, defendida por 150 soldados do exército ugandense, foi atacada no início da manhã por várias centenas de combatentes da al-Shabaab. A ofensiva começa com a explosão de um veículo armadilhado por um suicida no perímetro da base, logo a seguir uma equipe de combatentes fortemente armados lançam uma incursão e conseguem adentrar no campo aproveitando a brecha criada pela explosão. Os confrontos no campo duram cerca de quarenta minutos. Os ugandenses fogem, a base é saqueada e os jihadistas afirmam ter apreendido armas pesadas.
O ataque foi lançado para comemorar o aniversário da morte do ex-líder do grupo Ahmed Abdi Godane, que foi morto em um ataque aéreo estadunidense no ano anterior.